# Lijst van personen uit Derry
Deze alfabetische lijst van personen uit Derry betreft mensen die zijn geboren in deze Britse plaats.

## Geboren in Derry

### 20e eeuw

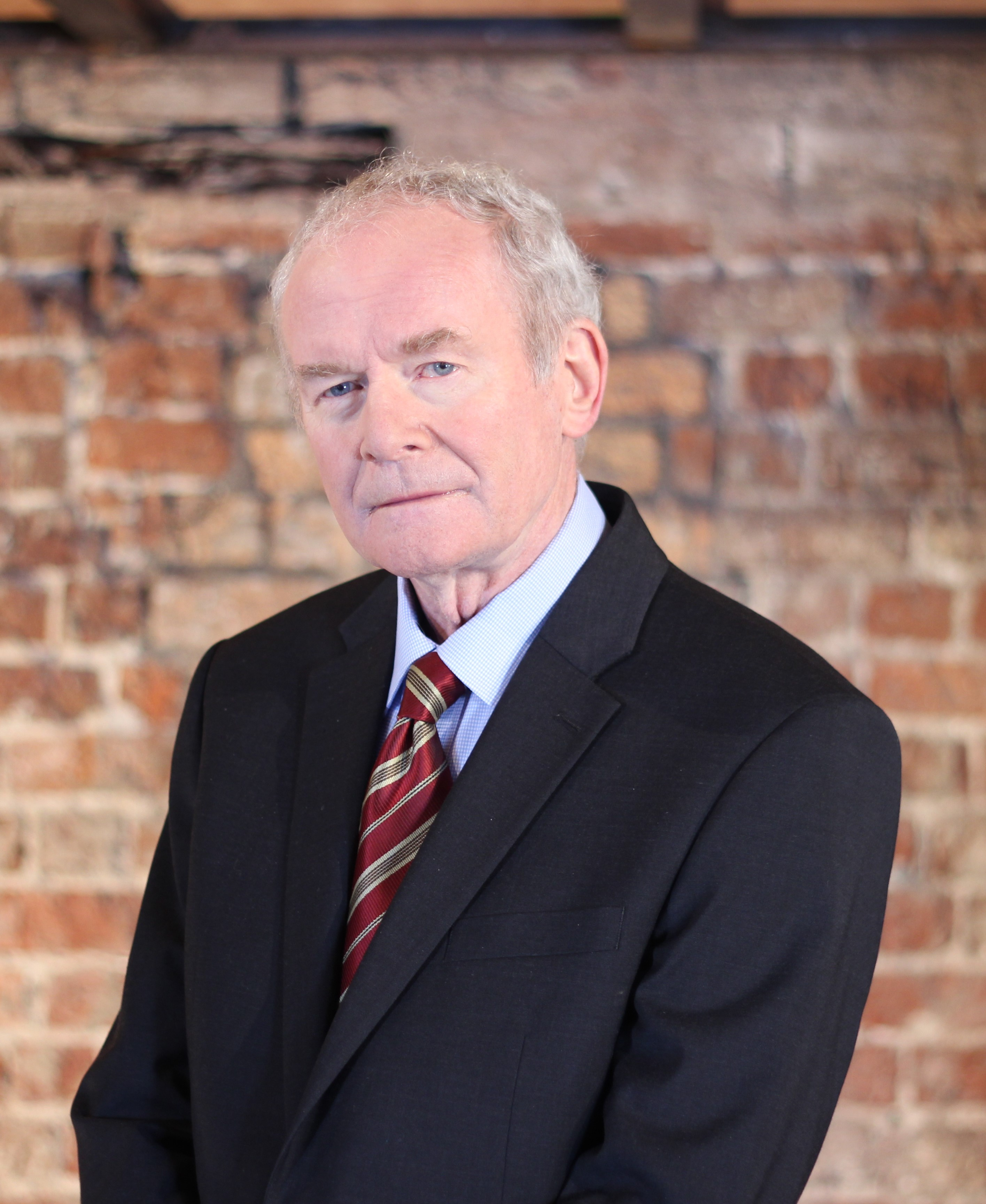
Politicus Martin McGuinness (1950-2017)

- Alan Davidson (1924-2003) - diplomaat en cultuurhistoricus
- Fay Coyle (1933-2007) - voetballer
- John Hume (1937-2020) - politicus en Nobelprijswinnaar (1998)
- Phil Coulter (1942) - muzikant, songwriter en componist
- Martin McGuinness (1950-2017) - politicus
- Jimmy McShane (1957-1995) - zanger
- Feargal Sharkey (1958) - zanger
- Roma Downey (1960) - actrice
- Steve Jones (1976) - voetballer
- Nadine Coyle (1985) - zangeres in de meidengroep Girls Aloud
- Daryl Gurney (1986) - darter
- James McClean (1989) - voetballer
- Eunan O'Kane (1990) - voetballer
- Shane Ferguson (1991) - voetballer
- Shane Duffy (1992) - voetballer
- Damian McGinty (1992) - acteur, zanger